# Василь Печерський
Василь Печерський (д/н — 1197) — церковний діяч часів Великого князівства Київського.

## Життєпис
Про походження та молоді роки замало відомостей. Відомо, що з кінця 1170-х років був настоятелем церкви на Щековиці (ймовірно на сучасній Олегівській вулиці). 1182 року по смерті попереднього архімандрита Полікарпа I серед ченців монастиря почалося збурення щодо обрання нового настоятеля. Зрештою згідно Києво-Печерського патерика «братія ударила в било, і зійшлися всі до церкви, і почали молитися Святій Богородиці. I це дивовижною було справою, оскільки більшість, немов єдиними вустами, сказала: „Пошлімо до Василія-попа на Щекавицю, аби той був нам ігуменом та правителем іноцького стада Феодосієвого монастиря Печерського“» В результаті 31 липня 1182 року постриг та висвячення на архимандрію Василя було здійснено київським митрополитом Никифором I.
Про діяльність Василя на посаді архімандрита відомо замало. Основними джерелами про це є послання Кирила Турівського та невідомого автора до Василя. В них згадується про будівництво цим настоятелем величезних мурів навколо Верхньої Лаври. Також провадилися деякі роботи у Великій Церкві Печерській. В цей час було побудовано каплиці біля північної стіни собору та підновлення куполу. Наприкінці життя Василь вирішив прийняти велику схиму. Помер близько 1197 року.